# 斯奎斯数
在数论中，斯奎斯数（英語：Skewes' number）是指南非数学家斯坦利·斯奎斯（Stanley Skewes）用以表示满足下式之最小自然数x的上界的極大數字。
{\displaystyle \pi (x)>\operatorname {li} (x)}
，其中{\displaystyle \pi }表示素数计数函数，{\displaystyle li}则表示对数积分。经过数学家对这一上界的不断改进，目前发现在{\displaystyle e^{727.95133}}附近有满足上式的自然数，不过仍不清楚这是否是最小的斯奎斯数。

## 大小
約翰·恩瑟·李特爾伍德於1914年證明確實存在斯奎斯數，而且還進一步證明了{\displaystyle \pi (x)}和{\displaystyle {li}(x)}兩個函數會交叉無數次，也就是有無窮個交叉點。然而不管代入什麼數字，{\displaystyle \pi (x)}都小於{\displaystyle {li}(x)}，因此，可以知道x一定是比人們所能計算的數字都來得大的。
斯奎斯於1933年證明了其中一個上界（需要黎曼假設），又被稱作第一斯奎斯數：
{\displaystyle e^{e^{e^{79}}}<10^{10^{10^{34}}}}（左為準確值，右為近似值）
斯奎斯又於1955年證明了另外一個上界（不需要黎曼假設），又被稱作第二斯奎斯數：
{\displaystyle e^{e^{e^{e^{7.705}}}}<10^{10^{10^{964}}}}（左為準確值，右為近似值）
斯奎斯給出了具體的上界，以表明李特爾伍德說的斯奎斯數究竟有多大。雖然斯奎斯數比其他日常生活及數學證明中出現的大多數數字都來得大，但這個數仍然遠遠小於葛立恆數。